# Sadowice (Wrocław)
Pour les articles homonymes, voir Sadowice.
Sadowice est une localité polonaise de la gmina de Kąty Wrocławskie, située dans le powiat de Wrocław en voïvodie de Basse-Silésie.